# コミュニティ・ガバナンス
コミュニティ・ガバナンス (Community Governance) とは、地域コミュニティにおける民主的なルールづくりに向けた運動のことをいう。

## 概要
コミュニティ・ガバナンスは、今日、地域コミュニティにおける市民をはじめとした地域構成員間の信頼とネットワークの密度を意味するソーシャルキャピタル、地域における問題解決能力を意味する問題解決力と並び、地域力の構成要素のひとつとして考えられる。